# Tramacastilla (kommunhuvudort)
Tramacastilla är en kommunhuvudort i Spanien.   Den ligger i provinsen Provincia de Teruel och regionen Aragonien, i den centrala delen av landet, 180 km öster om huvudstaden Madrid. Tramacastilla ligger 1 269 meter över havet och antalet invånare är 136.
Terrängen runt Tramacastilla är huvudsakligen kuperad. Tramacastilla ligger nere i en dal. Runt Tramacastilla är det mycket glesbefolkat, med 2 invånare per kvadratkilometer. Närmaste större samhälle är Bronchales, 9,1 km norr om Tramacastilla. 